# Juan Cayasso
Juan Arnoldo Cayasso Reid (ur. 24 czerwca 1961 w Limón) – piłkarz kostarykański grający na pozycji pomocnika.

## Kariera klubowa
Karierę piłkarską Cayasso rozpoczął w klubie LD Alajuelense z miasta Alajuela. W sezonie 1981/1982 zadebiutował w jego barwach w kostarykańskiej Primera División. Swoje pierwsze w karierze mistrzostwo kraju wywalczył w 1983 roku, a w 1984 roku obronił tytuł mistrzowski. W 1986 roku zdobył z Alajuelense Puchar Mistrzów CONCACAF (4:1, 1:1 w finale z Transvaal Paramaribo).
W 1988 roku Cayasso przeszedł do odwiecznego rywala Alajuelense, Deportivo Saprissa ze stolicy kraju San José. W 1989 i 1990 roku dwukrotnie z rzędu został z nim mistrzem kraju.
Latem 1990 Cayasso odszedł do niemieckiego Stuttgarter Kickers. 29 lipca 1990 zadebiutował w nim w 2. Bundeslidze w wygranym 3:0 meczu z SV Darmstadt 98 i w debiucie zdobył gola. W sezonie 1990/1991 strzelił 8 goli, a Stuttgarter Kickers awansował do pierwszej ligi. W 1992 roku spadł z Kickers do drugiej ligi.
W 1992 roku Cayasso wrócił do Deportivo Saprissa i grał w nim do końca 1995 roku. W tym okresie dwa razy był mistrzem kraju w 1994 i 1995 roku i dwukrotnie zdobył Puchar Mistrzów w 1993 roku i 1995. Końcowe lata kariery spędził w AD Municipal de Turrialba, AD San Miguel i AD Carmelita, jednak w ich barwach nie odniósł znaczących sukcesów. W 1999 roku zakończył karierę w wieku 38 lat.

## Kariera reprezentacyjna
W reprezentacji Kostaryki Cayasso zadebiutował w 1983 roku. W 1990 roku został powołany przez selekcjonera Velibora Milutinovicia do kadry na Mistrzostwa Świata we Włoszech. Tam był podstawowym zawodnikiem swojej drużyny i wystąpił w 4 spotkaniach: ze Szkocją (1:0), z Brazylią (0:1), ze Szwecją (2:1) i w 1/8 finału z Czechosłowacją (1:4). W meczu ze Szkocją strzelił pierwszego w historii reprezentacji Kostaryki gola na mistrzostwach świata. Od 1983 do 1993 roku rozegrał w kadrze narodowej 49 spotkań i zdobył 9 goli.
W 1984 roku Cayasso wystąpił z kadrą olimpijską na Igrzyskach Olimpijskich w Los Angeles.